# Auzeodes coctata
Auzeodes coctata là một loài bướm đêm trong họ Geometridae.